# Castans Panopticum

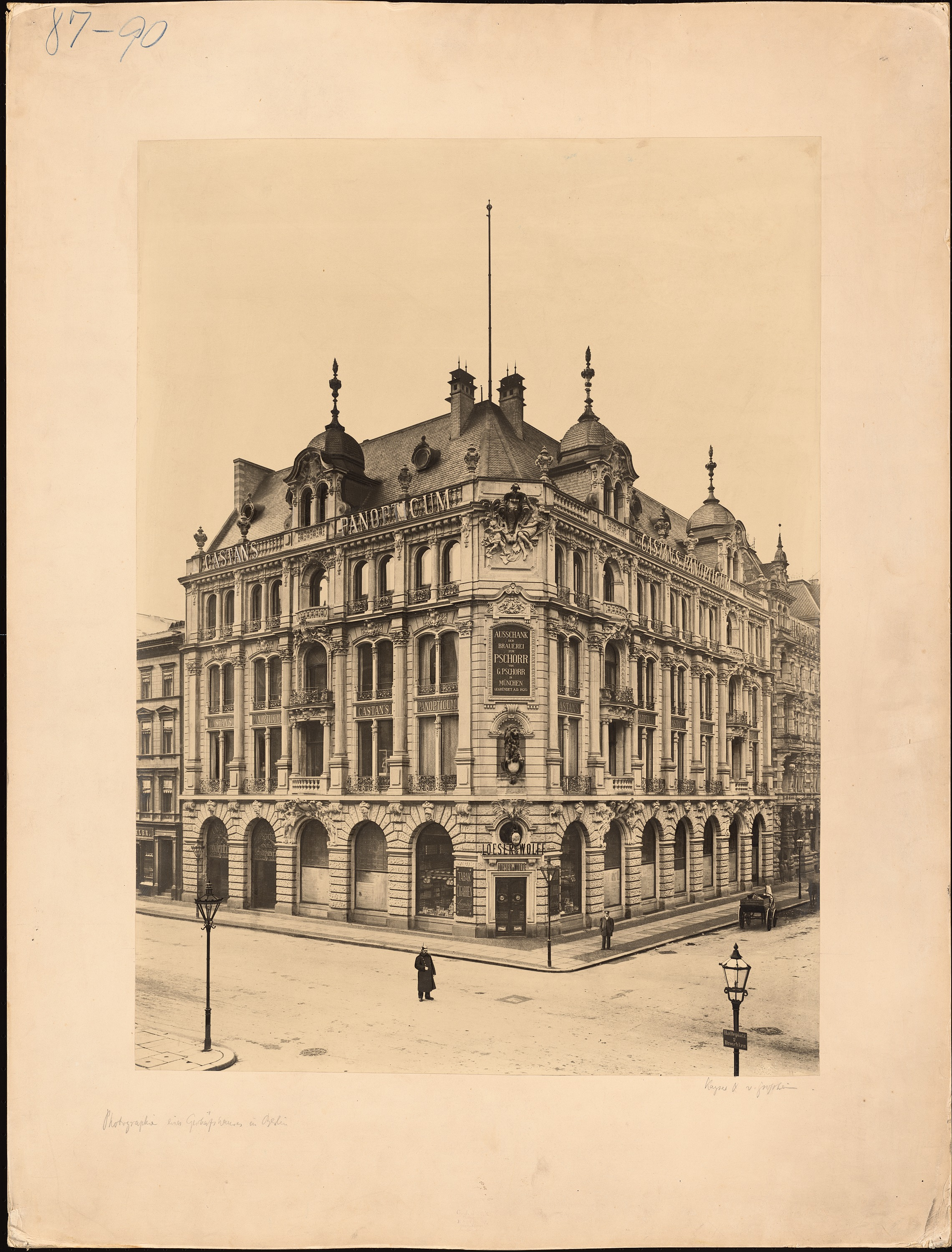
Gebäude der Hacker-Pschorr-Brauerei mit Werbeschrift Castan’s Panopticum

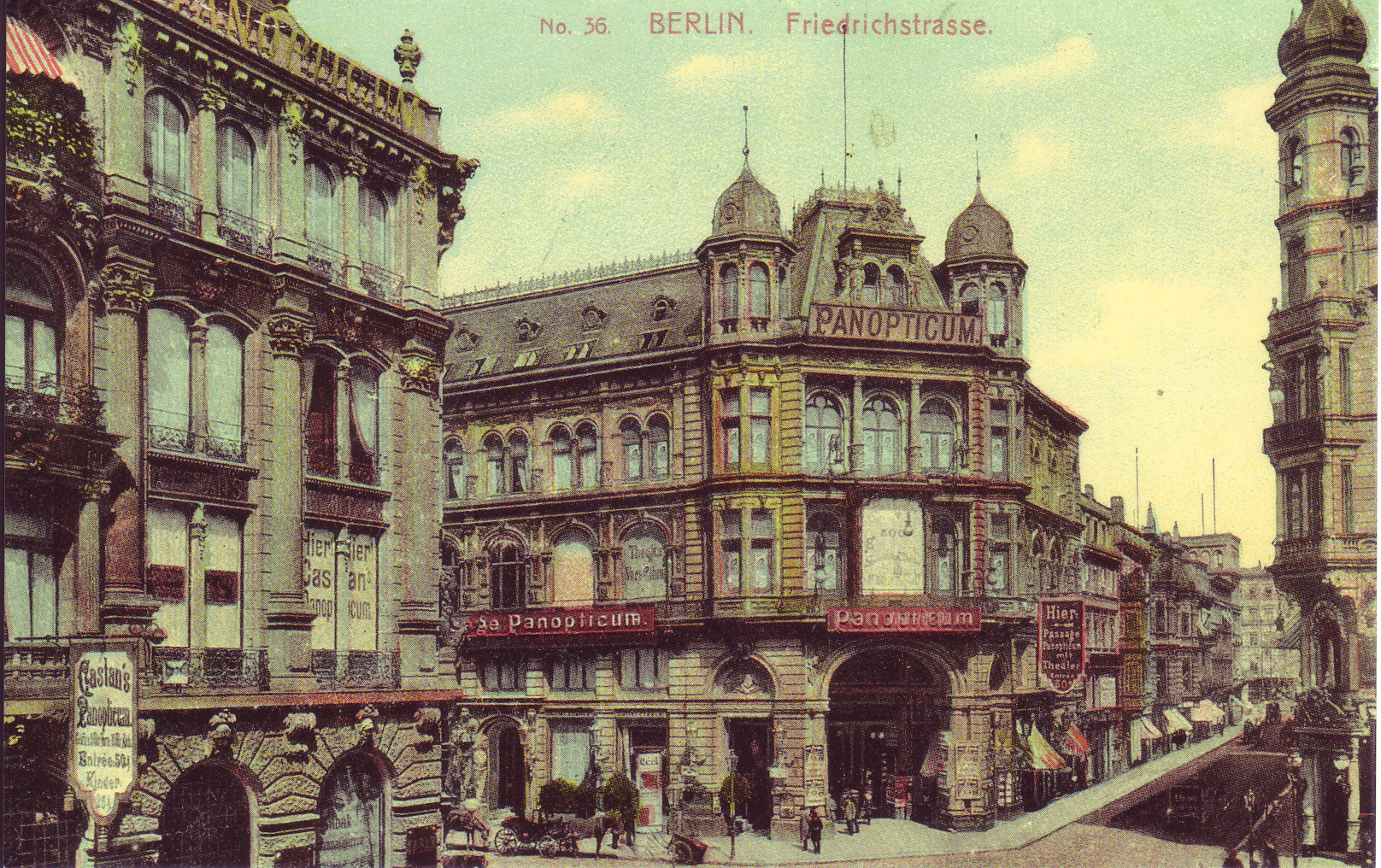
Castan’s Panopticum im Gebäude der Pschorr-Brauerei (links). Bildmitte: Passage-Panoptikum in der Kaisergalerie, um 1900

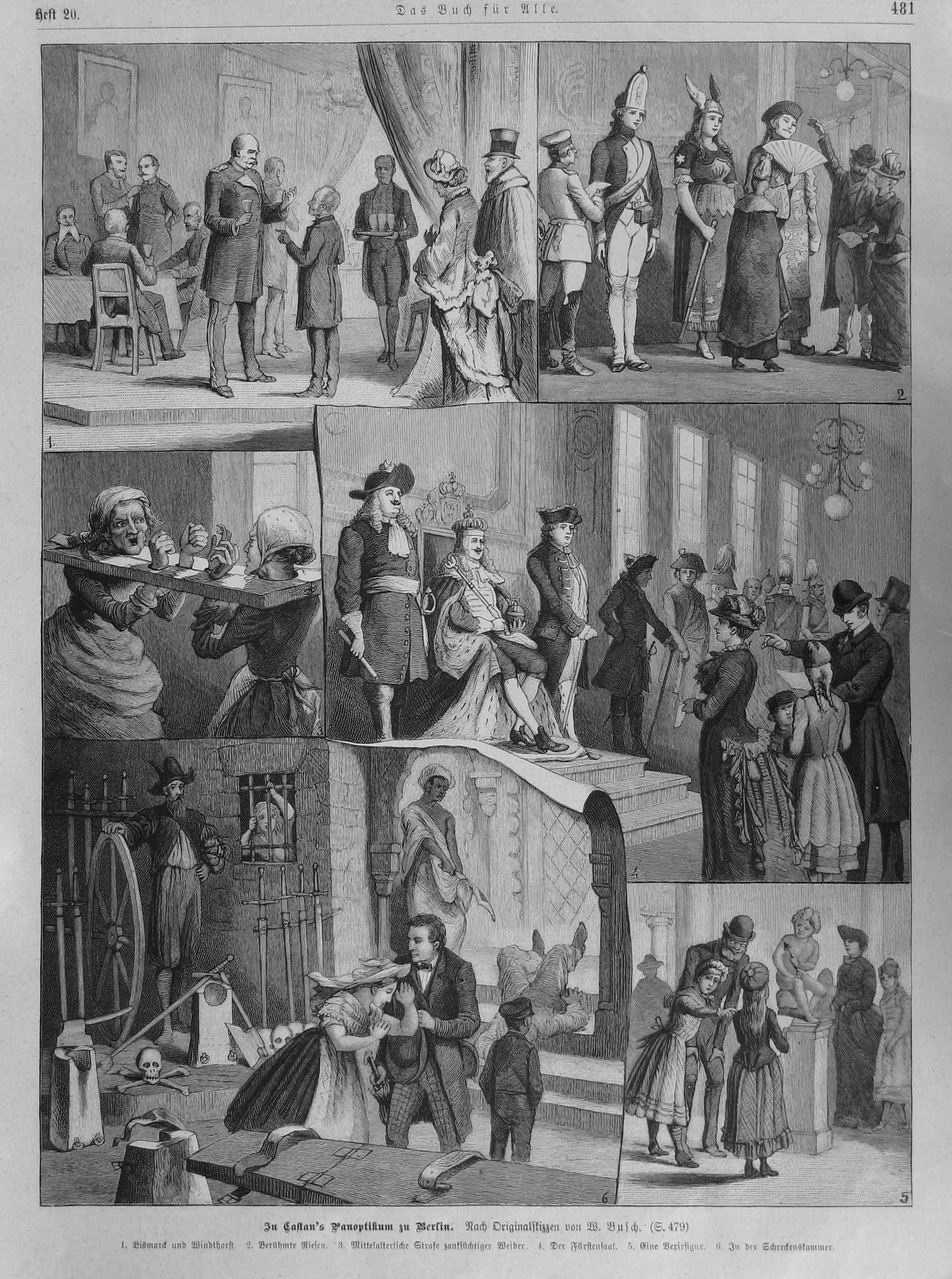
Skizzen ausgestellter Gruppen einschließlich Fürstensaal und Schreckenskammer

Castans Panopticum war ein Berliner Wachsfigurenkabinett (siehe auch Ceroplastik). Inhaber des mit Madame Tussaud vergleichbaren, von 1869 bis 1922 bestehenden Panoptikums waren die Gebrüder Louis (1828–1908) und Gustave Castan (1836–1899). Neben dem Hauptgeschäft in Berlin gab es Ableger in Köln, Frankfurt am Main, Dresden, Breslau und Brüssel.  Die Panoptiken Castans zählten zu den bekanntesten Wachsfigurenkabinetten in Deutschland.

## Geschichte
Castans Panoptikum wurde 1869 als erstes Wachsfigurenkabinett Deutschlands in Berlin eröffnet. Es etablierte sich in Berlin Anfang der 1870er Jahre am Schlossplatz im sogenannten „Roten Schloss“ an der Stechbahn. Ein Brand zerstörte jedoch 1872 diese Ausstellungsräume, so dass sich die Brüder nach einem anderen Standort umsahen und mit ihrer Ausstellung 1873 in die neu eröffnete Kaisergalerie in der Berliner Friedrichstraße umzogen.
In den 1880er Jahren hatte sich das Institut derart vergrößert, dass 1888 ein erneuter Umzug erforderlich wurde. Im gegenüberliegenden, neu erbauten Haus der Münchener Pschorr-Brauerei (Friedrichstraße 165 Ecke Behrenstraße) konnte sich Castans Etablissement über vier Etagen ausbreiten. Dort machte es dem gegenüber liegenden, von einer neugegründeten Gesellschaft eröffneten, Passage-Panoptikum in der Kaisergalerie Konkurrenz.
Castans Panoptikum befriedigte, wie in dieser Zeit allgemein üblich, in erster Linie die einfachen Schaugelüste seiner Besucher. Ausgestellt wurden bedeutende Gestalten der Geschichte, medizinische „Monstrositäten“ sowie Angehörige fremder Völker. Der Umzug in das Pschorr-Haus gab Anlass, 1890 im Heft 20 des Periodikums „Das Buch für Alle“ (erschienen 1866 bis 1935 in den Verlagen Schönlein, Schönlein’s Nachf. sowie Union) die Entwicklung und Bedeutung sowie das aktuelle Angebot des Panoptikums noch einmal ausführlich zu erläutern:

„… und mehrere hochinteressante Sammlungen angekauft. Der große goldene Rococo-Schrank mit Reliquien Friedrich’s des Großen, die Sedan-Sammlung mit dem vollständigen Original-Tafelservice Napoleon's III., zahlreichen Waffen aus dem deutsch-französischen Kriege, die bedeutende Goethe-Sammlung, der Krönungswagen Napoleon's I. u.a.m. verliehen der Gesamt-Ausstellung neuen Reiz.“

„Aber auch die plastischen Bildwerke vermehrten sich stetig von Jahr zu Jahr: die Galerie berühmter und interessanter Menschen wurde immer mehr bereichert und hielt mit den Ereignissen gleichen Schritt. Das Jahr 1878 brachte in Castan's Panopticum eine der grossartigsten Gruppen, die auf dem Berliner Congress versammelten Staatsmänner darstellend; daran schloss sich ein kleineres plastisch-decoratives Bild: „Auerbach's Keller“ an, während in der Schreckenskammer, nach der Erwerbung des früher im Heidelberger Schlosse ausgestellten Museums Hausacker, die ganze hochnothpeinliche Gerichtsbarkeit des Mittelalters mit Folter- und Hinrichtungsinstrumenten zur Anschauung gebracht wurden.“

„Zur Weihnachtszeit kamen eigenartige originelle Weihnachtsausstellungen hinzu, und diese wurden mehrfach abgelöst durch die Vorführung von Vertretern fremder Völkerschaften, von Austral-Negern, Indianern u.s.w. Einen besonders glücklichen Griff taten die Gebrüder Castan ferner, als sie nach vielfachen Experimenten die auf optischer Täuschung durch ein System von Spiegeln beruhenden  „Illusionen“ – zuerst die „Galathea“ und dann die „Magneta“ – erfanden, die außerordentlich überraschend auf die Zuschauer wirken.“

Mit dem aufkommenden Kinoboom ließ das allgemeine Interesse an der Wachsfigurenausstellung derart nach, dass die Ausstellung 1922 schließlich geschlossen werden musste.

## Ausstellung
Hauptschaustücke des Panoptikums waren die im guten oder im bösen Sinn berühmten und interessanten Persönlichkeiten, die der Bildhauer Gustave Castan in Wachs verewigt hatte. Die lebensgroßen Figuren wurden oft als Teil von Szenerien wie zum Beispiel der in Figur 1 dargestellten parlamentarischen Soirée ausgestellt. Aktueller Hintergrund war in diesem Fall der Besuch, den der Zentrumsführer Ludwig Windthorst in den letzten Tagen seiner Amtsführung bei Fürst Bismarck gemacht hatte und dem große Aufmerksamkeit geschenkt worden war. Auch im Hintergrund haben bekannte Staatsmänner und Parlamentarier Gesprächsgruppen gebildet.
Die Wachsfiguren ehrenwerter Persönlichkeiten standen oft nicht weit entfernt von Massenmördern wie zum Beispiel Jack the Ripper. Eine andere bekannte Figur aus der Kriminalgeschichte ist Karl Ludwig Sand, der am 20. Mai 1820 in Mannheim mit dem Schwert hingerichtete radikale deutsche Burschenschafter und Mörder August von Kotzebues. Von ihm zeigte Castans Panoptikum gleich mehrere „Reliquien“:

„Neben der obligatorischen Locke u.a. ‚ein Stückchen Holz vom Schafott, auf welchem er hingerichtet wurde‘, ‚ein Glas, aus welchem er den letzten Trunk vor seiner Hinrichtung that‘, ‚seine Breloque (Berlocken) mit Petschaft, welches er am Tage vor seiner Hinrichtung seinem Kerkermeister Kloster, von dessen Sohn die Gebrüder Castan dasselbe erworben, schenkte‘ sowie ‚ein Stückchen Holz von seinem Sarge‘.“

## Weitere Entwicklung
Im Jahr 1972 wurde im Shop-in-Shop-Einkaufszentrum an der Joachimstaler Straße / Ku᾽damm-Eck das Panoptikum wiedereröffnet. Die Figuren der Wachsfigurensammlung von etwa 200 Objekten brachte 1960 ein deutscher Unternehmer zurück. 1996 wurde die Ausstellung im neuen Berliner Panoptikum wegen Bauarbeiten geschlossen und am 11. Mai 2013 unter dem Namen Panoptikum Mannheim im 3. Obergeschoss des Stadthauses Mannheim neu eröffnet. Das Mannheimer Panoptikum wurde wegen Mietschulden am 31. Mai 2014 geschlossen. Die historischen Wachse und Gipse wurden anschließend verkauft und die Sammlung als Ganzes ging für Publikum und Wissenschaft verloren.